# العقد المدني (أرمينيا)
عقد مدني (بالأرمنية: Քաղաքացիական պայմանագիր)‏ هو حزب سياسي أرميني، أسس في 30 مايو 2015، يقع مقره في يريفان، ومن مؤسسيه نيكول باشينيان.

## أعضاء بارزون
- كود سباركل
- تحديث القائمة

- زاروهي باتويان
- هايك ماروتيان
- أرارد ميرزويان
- لينا نازاريان
- مخياتار هايرابيديان
- ديكران افينيان
- آلين سيمونيان
- ساسون ميكايليان
- آرسين توروسيان
- فاغارشاك هاكوبيان